# 扎博洛特亞 (利維夫區)
扎博洛特亞（羅馬化：Zabolottia），是烏克蘭西部利沃夫州利維夫區科马尔诺市镇的村落。始建於1869年，面積0.34平方公里，海拔高度275米，2025年人口17，人口密度每平方公里64.71人。